# Paleta de cerdo
La paleta o paletilla es el nombre genérico del producto obtenido del grupo de músculos, grasa y huesos que componen los miembros delanteros del ganado en general y, particularmente, del cerdo. Puede procesarse cocido o salado en crudo y curado de forma natural. Presenta el mismo proceso de elaboración que el jamón.
Si bien la paleta y el jamón de un mismo cerdo tienen un sabor muy parecido, entre ambos hay detalles que los diferencian: así, la paleta, cuya carne contiene mayor proporción de grasa en relación con el músculo, suele ser más aromática y su sabor ligeramente más dulce, mientras que el jamón es más seco y de sabor más intenso.
En el caso de la paleta ibérica, suele pesar entre 4 y 6 kilos, y el jamón pesa entre 6 y 9,5 kilos, con menor proporción de hueso, lo que hace que la paleta sea más económica, ya que presenta un menor rendimiento comparado con el jamón, y para compensarlo se le rebaja el precio. Con otros productos procesados en crudo ocurre lo mismo.